# 芒廷維尤 (新墨西哥州查維斯縣)
芒廷維尤（英語：Mountain View）是位於美國新墨西哥州查維斯縣的非建制地區。

## 地理
芒廷維尤所處的海拔為高於海平面1106米（即3629英呎），而該地所採用的時區為UTC-7，即北美山地时区（MST）。同時該地設有夏令時間，為UTC-7調快一小時，即UTC-6（MDT）。